# Лоуренс Ферлінгетті
Лоуренс Ферлінгетті (англ.  Lawrence Ferlinghetti; нар. 24 березня 1919, Йонкерс, Нью-Йорк — пом. 22 лютого 2021, Сан-Франциско, Каліфорнія) — американський поет, художник, видавець, громадський діяч, представник біт-покоління. Член опікунської ради міжнародного руху «Живопис і поезія».

## Біографія
Народився в Йонкерсі, штат Нью-Йорк. Після хвороби матері у дитинстві жив у Франції у своєї тітки, яка потім знову переїхала в США. Учасник Другої світової війни. Навчався в університеті штату Кароліна і Колумбійському університеті, де 1947 року отримав вчений ступінь магістра з англійської літератури. Продовжив навчання в Сорбонні, отримавши докторський ступінь в області поезії.
Після одруження 1951 року Ферлінгетті переїхав до Сан-Франциско, де викладав французьку мову. З 1953 року видає журнал "City Lights", що отримав назву на честь фільму Чарлі Чапліна «Вогні великого міста». Одночасно було відкрито магазин з такою ж назвою. З 1955 року почав видавати поетичні збірки. У жовтні 1956 року в четвертому випуску серії «Кишенькові поети» вийшла поема Аллена Гінзберга «Крик» (Howl). Після виходу тираж був вилучений поліцією, Ферлінгетті й співробітник магазину були арештовані, проти них було порушено кримінальну справу за звинуваченням у порушенні благопристойності, однак Ферлінгетті виграв справу в суді. Запис слухань справи був опублікований в 1961 році під назвою «Виття цензора». 1969 року Аллен Гінзберг зауважив, що Ферлінгетті заслуговує «якої-небудь Нобелівської премії книговидання» — настільки його робота збагатила всю сучасну культуру.
Автор понад 30 поетичних збірок. Ферлінгетті також писав експериментальний роман «Її» (Her, 1960), експериментальну драму, мемуари, перекладав з французької («Слова» Жака Превера, 1959), оформляв книги, писав олією, брав активну участь у різних громадських рухах.

## Малювання
Нарівні з продажем і видавництвом книжок Ферлінгетті малював 60 років, і більша частина його робіт була виставлена в галереях і музеях по всій території Сполучених Штатів.
2009 року Ферлінгетті став членом Комітету пошани італійського художнього літературного руху IMMAGINE & POESIA, заснованого під патронатом Aeronwy Thomas. Ретроспектива робіт Ферлінгетті, «60 років живопису», була поставлена в Римі і Реджо-Калабрії 2010 року.

## Нагороди
- Janus Pannonius International Poetry Prize (2012)
- Literarian Award for Outstanding Service to the American Literary Community
- James Madison Freedom of Information Award

## Переклади українською
Окремі поезії Ферлінгетті українською переклала перекладацька група VERBація, до складу якої входять Таня Родіонова, Вероніка Ядуха та Юлія Дідоха.